# Elytrimitatrix pictipes
Elytrimitatrix pictipes es una especie de escarabajo longicornio del género Elytrimitatrix, familia Cerambycidae, orden Coleoptera. Fue descrita científicamente por Bates en 1885.

## Descripción
Mide 12,7-13 milímetros de longitud.

## Distribución
Se distribuye por Guatemala y Honduras.